# Bouchot

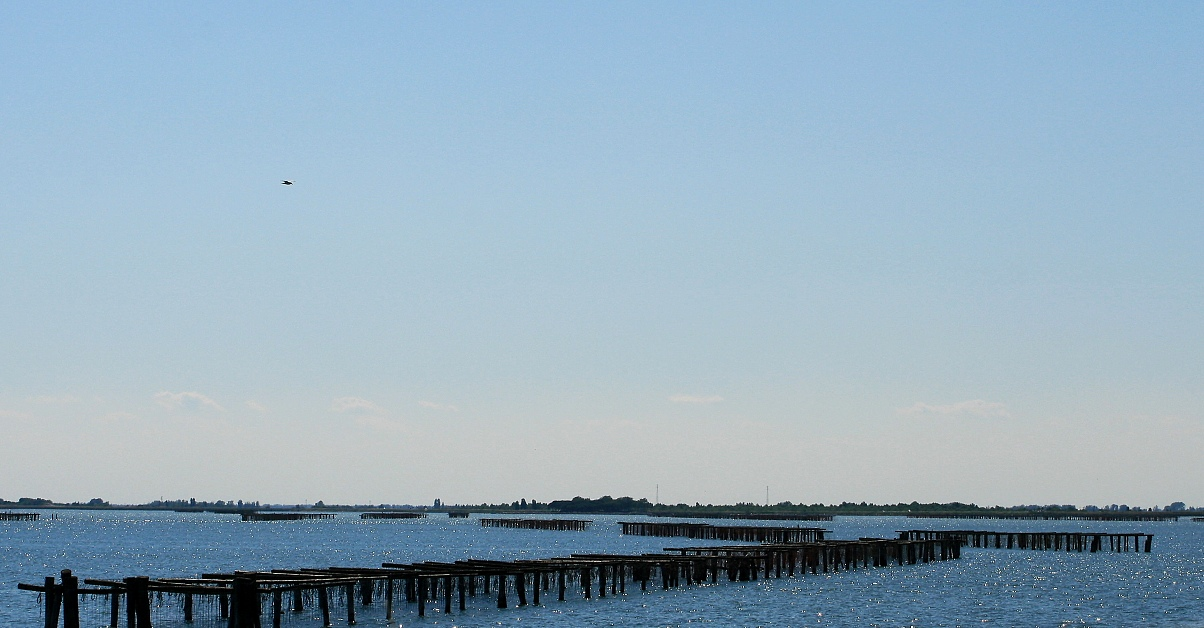
Allevamento nel delta del Po

Il termine francese  bouchot designa un supporto verticale usato tradizionalmente per l'allevamento e la produzione di mitili e altri frutti di mare, principalmente sui litorali della costa atlantica della Francia.
Generalmente si tratta di pali di rovere o di castagno con una lunghezza di 2 a 6 metri, infossati per metà nella sabbia o nei sedimenti, e disposti in file da 50 a 100 metri, che durante la bassa marea sono visibili completamente o parzialmente.
Nel delta del Po per l'allevamento dei mitili (detti localmente peoci) si utilizzano analoghe strutture di steccati in legno, chiamate peociare.

## Moules de bouchot
La denominazione Moules de bouchot designa le cozze di allevamento ottenute esclusivamente su pali infissi nella sabbia delle battigie da larve catturate nel loro ambiente naturale, sui litorali della costa atlantica della Francia.
Nel maggio 2013, a livello europeo, alle Moules de bouchot è stata riconosciuta specificità tradizionale garantita (STG).
I mitili che possono essere tutelati dalla STG Moules de bouchot sono freschi, interi, vivi e non contengono corpi estranei (granchi, granelli di sabbia). Si presentano con valve lisce e scure di forma regolare e con carne di colore che va dal giallo all'aranciato. La struttura della carne è morbida, vellutata e non farinosa.